# تساعي العرف
تُساعيّ العُرف (الاسم العلمي: Ennealophus)، هو جنس من النباتات المعمرة والعشبية والمنتفخة تتبع فصيلة السوسنية. يتكون من خمسة أنواع موزعة من الإكوادور إلى شمال البرازيل وشمال غرب الأرجنتين. اسم الجنس مشتق من كلمتان اليونانيتان ennea، والتي تعني «تسعة»، و lophus ، والتي تعني «عُرف».

## الأنواع
أنواع الجنس وتوزيعها الجغرافي كما يلي
- Ennealophus boliviensis (جون غيلبرت بيكر) بيار فيليس رافينا، Notas Mens. Mus. Nac. Hist. Nat. (Chile) 21: 8 (1977). بوليفيا.
- Ennealophus euryandrus (أوغست غريسباخ) Ravenna, Anales Mus. Hist. Nat. Valparaiso 6: 42 (1973). شمال غرب الأرجنتين.
- Ennealophus fimbriatus Ravenna, Wrightia 7: 232 (1983). شمال غرب الأرجنتين.
- Ennealophus foliosus (كارل سيغيسموند كونث) Ravenna, Notas Mens. Mus. Nac. Hist. Nat. (Chile) 21: 8 (1977). الأكوادور إلى بيرو وشمال البرازيل.
- Ennealophus simplex (Ravenna) Roitman & J.A.Castillo, Darwiniana 45: 238 (2007). شمال غرب الارجنتين (خوخوي (محافظة)، توكومان (محافظة)). It is a synonym of Tucma simplex Ravenna.